# Эрнандес Пердомо, Лукас
Лукас Камило Эрнандес Пердомо (исп. Lucas Camilo Hernández Perdomo; 5 августа 1992 года, Монтевидео) — уругвайский футболист, защитник бразильского клуба «Спорт Ресифи».

## Биография
Лукас Эрнандес — воспитанник клуба «Монтевидео Уондерерс». 4 ноября 2012 года он дебютировал в уругвайской Примере, выйдя на замену в середине второго тайма домашнего матча с командой «Белья Виста». В конце февраля 2013 года Эрнандес был отдан в аренду клубу Второго дивизиона «Уракан», где провёл остаток сезона. В ноябре того же года он перешёл в «Серро». 31 августа 2015 года Эрнандес впервые забил в рамках Примеры, открыв счёт в домашнем поединке против команды «Рентистас».
В конце января 2017 года Эрнандес на правах аренды перешёл в «Пеньяроль». Вместе с командой дважды подряд выиграл титул чемпиона Уругвая.

## Достижения
- Чемпион Уругвая (2): 2017, 2018
- Обладатель Суперкубка Уругвая: 2018
- Чемпион штата Минас-Жерайс: 2020
- Чемпион штата Мату-Гросу: 2021